# 24e brigade mécanisée
La 24e brigade mécanisée, de son nom complet la 24e brigade séparée mécanisée nommée d'après le roi Daniel (en ukrainien : 24-та окрема механізована бригада імені короля Данила, abrégé en 24 ОМБр ; numéro d'unité militaire А0998), est une grande unité d'infanterie mécanisée de l'Armée de terre ukrainienne.
Elle est l'héritière de la 24e division de fusiliers de l'Armée rouge, remontant à 1918. Elle porte le nom de Daniel Romanovitch, souverain du royaume de Galicie-Volhynie au XIIIe siècle.

## Historique
L'unité actuelle reprend les traditions d'une succession d'unités antérieures :
- la 1er division d'infanterie (1918) ;
- la 24e division de fusiliers (1918-1941 et 1942-1957) ;
- la 24e division de fusiliers motorisée (1957-1992) ;
- la 24e division mécanisée (1992-2003) ;
- la 24e brigade mécanisée (depuis 2003).

Le 26 juillet 1918, le front de l'Est de l'Armée rouge ordonne la mise sur pied d'une 1re division d'infanterie (en russe : 1-ша піхотна дивізія). Engagée presque immédiatement contre les Blancs, elle prend Simbirsk (ville renommée Oulianovsk en 1924) en août. En novembre 1918, elle est renommée la 24e division de fusiliers (24-та стрілецька дивізія), prenant en 1922 le surnom de Залізна (division « de fer »), puis en 1924 les noms Самаро-Ульяновська (de Samara et d'Oulianovsk).

## Seconde Guerre mondiale et après-guerre
La division participe en 1940 à la guerre d'Hiver contre les Finlandais avec la percée de la ligne Mannerheim. Plus tard, elle participa à l'annexion de l'Estonie.

### Opération Barbarossa et destruction

#### Bataille de Minsk
Le 22 juin 1941, au moment du déclenchement de l'opération Barbarossa elle est stationnée à Maladetchna-Smarhon dans le RSS de Biélorussie. Au début de la guerre, la division compte 12 000 chevaux, 78 canons de campagne et environ 50 canons antichars, 12 canons antiaériens et 66 mortiers.
Le 25 juin, elle entre dans la bataille dans la région de Lida. Le 26 juin, la division occupe la ligne le long du fleuve couvrant la direction de Traby (au sud Achmiany). La division tient cette ligne jusqu'au 28 juin 1941, mais après la percée de l'ennemi jusqu'à Minsk, elle est encerclée. Les commandants du corps décident alors de se retirer vers l'ancienne frontière de l'État. La 24e division de fusiliers est censée se retirer dans la zone située au sud de Dziarjynsk. Les restes de la 17e division d'infanterie sortis de l'encerclement les rejoignent également. Les restes de la division quittent l'encerclement en Polésie en juin-juillet 1941 et évitent l'anéantissement dans le chaudron de Minsk.

#### Bataille de Kiev et destruction
En août-septembre, la division combat entre les fleuves Dniepr et Desna et se retire en direction de Tchernihiv en Ukraine dans le cadre de la bataille de Kiev. Après la décision du 21 août d'abandonner la Polésie, la division est retirée sur le flanc droit de la 21e armée du Front de Briansk. Fin août 1941, un écart se forme entre les unités de la 21e armée et les forces principales du front de Briansk, dans lesquelles se précipitent les unités du XXIVe corps d'armée allemand. Le 29 août, la 10e panzergrenadier-Division allemande parvient à s'emparer d'une tête de pont sur le fleuve. Le commandement du front de Briansk ordonne à la 67e armée de lancer une contre-attaque en direction de Semenivka. Passées à l'offensive le 31 août, les unités du corps parviennent à prendre Semionovka. Le 2 septembre, la 24e division d'infanterie, repousse les allemands et atteint la ligne de Lyashkovitsy, Sverok, Rudnya. Le 11 septembre, la division fut transférée à Bakhmatch, qui est capturée par des unités de la 4e division légères allemande. Le 13 septembre, alors que les forces allemandes percent les lignes soviétiques à Bakhmatch vers le sud, la 24e division d'infanterie et une partie de la 277e division d'infanterie doivent contre-attaquer. Par la suite, elle se défendit sur la rivière Seim, au nord de Bakhmach, puis fut contrainte de se retirer vers Priluki, Piryatin et Lubny. Dans le secteur de Pyriatyn, la division est encerclée, divisée en plusieurs groupes isolés et détruite. Le commandant de division, le général T.K. Batsanov est tué lors d'une tentative de sortie de l'encerclement. La 1re formation de la division est officiellement dissoute le 27 décembre 1941.

### Seconde formation

#### Bataille de Stalingrad
La 24e réapparait le 7 janvier 1942 en renommant la 412e division de fusiliers (formée en décembre dans l'oblast de Kirov) avant de reprendre son numéro de base. Du 15 au 21 février, la division s'est formée dans la l'oblast de Vologda. En avril-juin 1942, la division est utilisée dans la construction de lignes défensives sur les arrières soviétiques. La 24e division de fusiliers est ensuite impliquée dans des combats à fin mai 1942 dans la région de Velikié Louki dans l'oblast de Pskov. Le 12 août, la division est relevée sur sa ligne par la 28e division de fusiliers. Embarquée à la gare de Nazimovo, la division se rend dans la région de Stalingrad où elle participe à la bataille éponyme. Stalingrad et la ville elle-même sont soumises à de puissants bombardements aériens. Du 2 septembre au 8 octobre, la division participe à des batailles offensives dans le nord de Stalingrad. L'offensive doit être menée sur un terrain complètement découvert. La division subit de très lourdes pertes causées par l'artillerie et les avions allemands. Ainsi, le 2 septembre, jusqu'à 1/3 du personnel du 168e régiment est perdu. Le 7 septembre, la division passe à la défensive. Le 13 septembre, elle est transférée à la 24e armée. Le 19 septembre, elle passe à nouveau à l'offensive. La division passe toute la fin septembre à attaquer l'importante hauteur 123,6. Les combats sont de nature positionnelle et l'avancée s'effectue sur des centaines de mètres par jour. Le 9 octobre, la division est retirée de la bataille dans la zone haute. Après avoir traversé le Don, elle prend la défense d'une tête de pont. Le 1er novembre, la division lance une attaque sur la colline 250.4, cependant, en raison d'une mauvaise préparation, l'attaque échoue et, après avoir subi des pertes importantes (66 tués, 92 blessés, 20 disparus), la division se retire.
Au début de la contre-offensive près de Stalingrad, elle occupe des positions sur la tête de pont dans la région de Zimovskaya. À la fin du 27 novembre, les troupes allemandes se retirèrent au-delà du fleuve Don. Le 10 janvier 1943, l'Opération Koltso commence. La division emporte la première ligne défensive allemande, mais rencontre bientôt une nouvelle ligne de défense et subit de lourdes pertes. Le 14 janvier, la division traverse la rivière. Le 16 janvier, Baburkin est finalement conquis. Après la destruction du groupe Stalingrad, la division devient une partie de la 62e armée de Chuikov.

#### Bataille du Dniepr et libération de l'Ukraine
Début 1943, la division est transférée à Kharkov. Après avoir atteint le Dniepr, elle participe à l'offensive en direction de Krivoï Rog. Se déplaçant vers le sud en direction de Pyatikhatka-Krivoy Rog, la division contourne la ville par l'ouest et se déplace vers le sud. Le 27 octobre 1943, atteignant Zelenyi Gai, elle coupe la voie ferrée de Kivoy Rog à l'ouest. Le 28 octobre, les allemands lancent une contre-attaque perçant le front soviétique. Le 30 octobre, les troupes allemandes attaquent les positions de la division dans la région de Zelenyi Gai avec d'importantes troupes de chars (jusqu'à 200 chars) et avec le soutien de l'aviation. Après avoir subi de lourdes pertes et perdu le contrôle de la zone, la division commence à se retirer vers le nord, vers la rivière Ingoulets. Après avoir traversé le fleuve par des moyens improvisés, les régiments sont contraints de laisser toute l'artillerie et les convois sur la rive opposée. Le 1er novembre, les restes de la division sont retirés dans la zone du village d'Annovka pour restaurer leur capacité du combat. Il restait environ 1 000 personnes dans les régiments mais sans artillerie ni armes lourdes.
En fin d'anné 1943, la division participe à l'offensive Jitomir-Berditchev (y gagnant le titre Бердичівська) puis aux combats de la poche de Kamianets-Podilskyï. D'avril à juillet 1944, la division mène des batailles défensives dans la région de Kolomya. Elle participe à l'offensive Lvov-Sandomir. Le 23 juillet, les troupes germano-hongroises commencent à retirer l'aile droite de leurs forces du nord de l'Ukraine vers les Carpates. Poursuivant l'ennemi en retraite, la division s'avance dans les contreforts des Carpates jusqu'au fleuve. Stryï, puis en août-octobre 1944, combat dans les Carpates. Le 10 août, elle atteint la région de Skole, où elle se met sur la défensive. En septembre-octobre, elle lance une offensive en direction de Moukatchevo et d'Uzhgorod par le col Veretsky. Passée à l'offensive le 24 septembre, la division atteint le fleuve. Le 29 septembre, la division poursuivit les allemands en retraite et atteint la frontière avec la Tchécoslovaquie.

#### Tchécoslovaquie et fin de la guerre
La 24e division participe ensuite à l'offensive sur Prague. Après la préparation de l'artillerie, la division passe à l'offensive. L'offensive connaît un début difficile et aucun succès majeur n'est obtenu au cours des premiers jours. Le 19 janvier 1945, les allemands commencent à battre en retraite vers le nord-ouest. Fin janvier, la division est retirée dans la réserve puis début mars réengagée au combat dans la vallée du fleuve Váh, pour aider le 1er corps tchécoslovaque opérant ici. Le matin du 3 mars, la division passe à l'offensive en direction de la gare Liptovský Mikuláš. Ils réussissent à s'emparer de la localité, mais le 10 mars, les allemands reprennent la ville. Jusqu'à la mi-mars, elle combat dans cette direction, puis est à nouveau retirée en réserve. Le 4 avril, les forces allemandes commencent à retirer leurs troupes de la région de Liptovsky St. Makulas, à l'ouest, le long de la vallée de la Vah. La division,  commence à poursuivre les allemands en retraite à travers le terrain montagneux et boisé des Tatras slovaques. Ne tenant que des lignes intermédiaires, les troupes allemandes se retirent vers l'ouest. Avant le 7 mai 1945 la division atteint la ville de Rožnov.

### Guerre froide
Dans le cadre de la démobilisation soviétique d'après-guerre, la division est dissoute le 10 juillet 1945, le numéro et les survivants aussitôt donnés à la 294e (formée le 10 juillet 1941, a combattu dans la 52e armée notamment à Léningrad et Tcherkassy) ; cette nouvelle 24e, qui reprend tous les titres de la précédente, est rapatriée à Yavoriv. Elle y reste pendant toute la guerre froide, au sein du district militaire des Carpates, presque sur le pied de guerre. En 1957, elle est renommée 24e division de fusiliers motorisés à la suite de son équipement avec des véhicules blindés. En 1985, elle aligne 9 200 hommes, 220 chars T-72, 95 véhicules BMP-1, 37 BMP-2, 13 BTR-60, et 257 BTR-70, 52 obusiers automoteurs de 122 mm 2S1, 18 obusiers de 122 mm D-30, 36 automoteurs de 152 mm 2S3 et 18 obusiers de 152 mm D-1 (ru)[source insuffisante]

## Guerre russo-ukrainienne

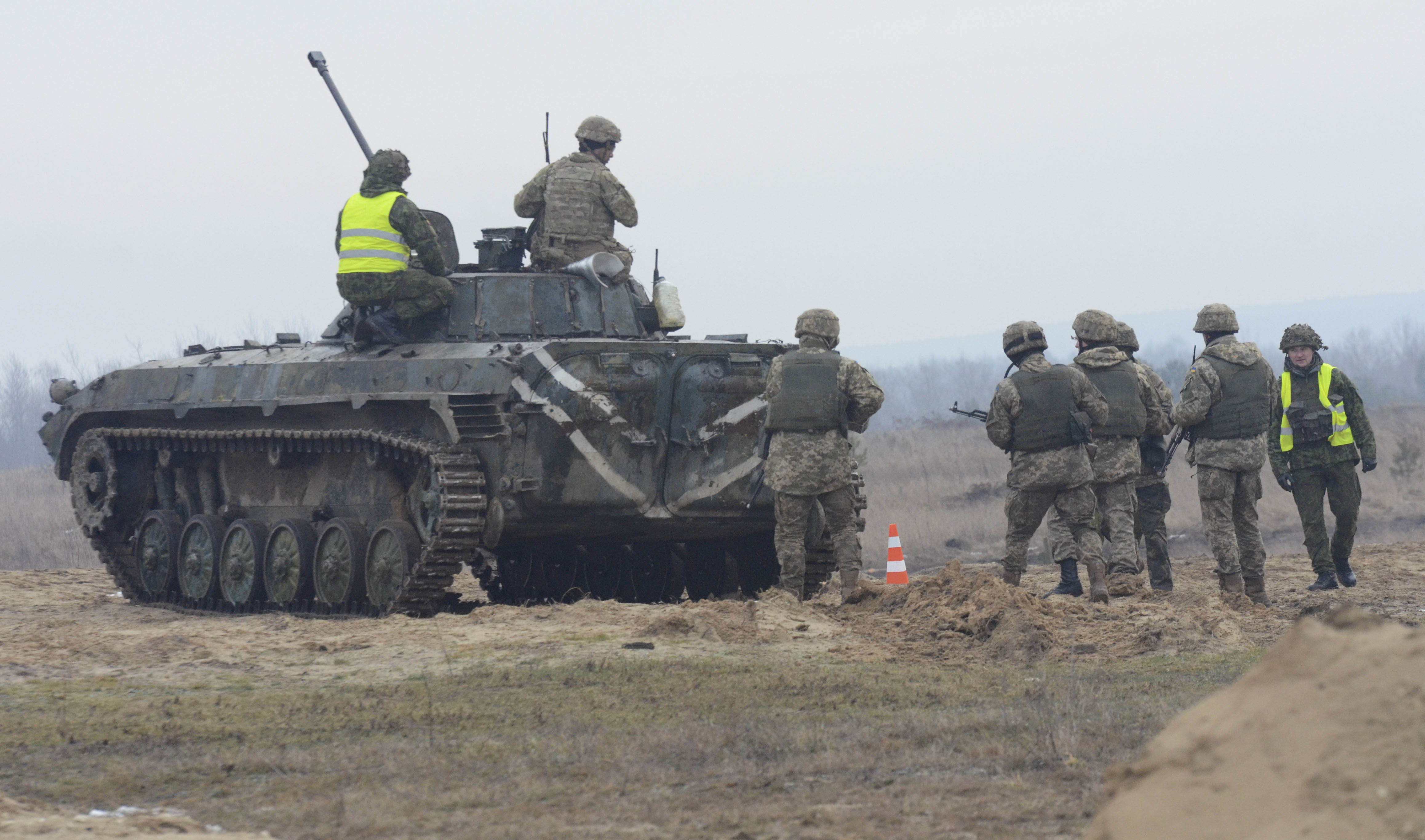
En 2016, opération Fearless Guardian à la base militaire de Yavoriv.

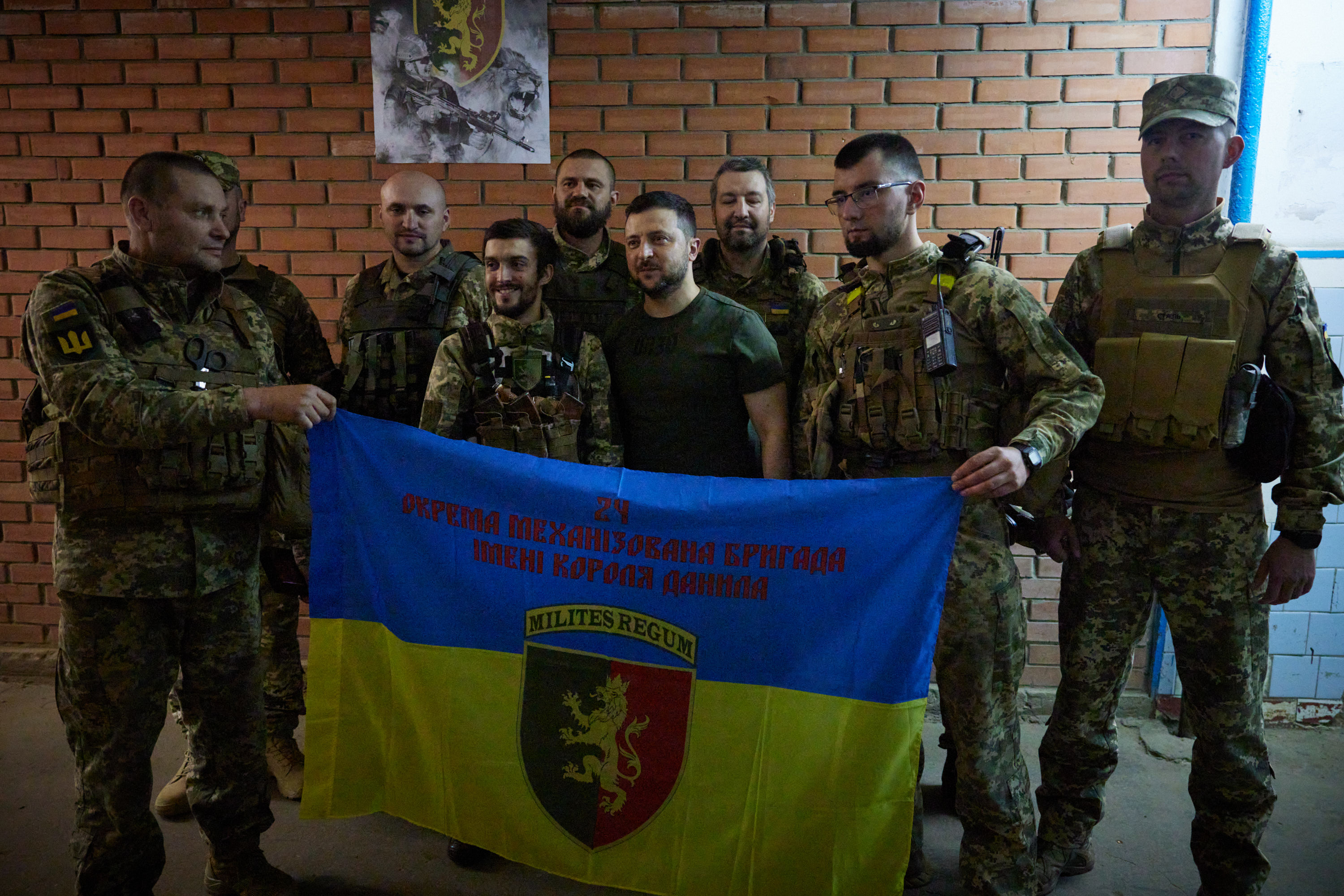
En 6 2022 avec le président Zelensky, au centre, en civil.

À la suite de la déclaration d'indépendance de l'Ukraine le 24 août 1991 (confirmée par le référendum du 1er décembre) et à la disparition de l'URSS le 26 décembre, les Forces armées soviétiques sont théoriquement mises sous contrôle de la CEI (sous le nom de Forces armées conjointes de la CEI), puis très vite les unités des districts militaires des Carpates, de Kiev et d'Odessa forment les Forces armées de l'Ukraine. La 24e division devient ukrainienne le 18 février 1992.
Elle fournit de petits détachements pour des missions au Kosovo, puis en Irak. En 2001, elle reçoit le nom du roi Daniel de Galicie et est rattachée au commandement opérationnel ouest. Les titres honorifiques hérités de la période soviétique sont progressivement retirés, par les oukases présidentiels du 18 décembre 2015 et du 23 août 2017 dans le contexte de la décommunisation en Ukraine.

### Guerre du Donbass
Début mars 2014, l'épine dorsale de la brigade, basée sur le 1er bataillon mécanisé, se déplace dans l'est de l'Ukraine alors que la situation s'enflamme avec les forces séparatistes. En mai, l'unité arrive dans la zone et est impliquée dans des combats autour de Sloviansk, Lyman et Kramatorsk. Le 2e bataillon mécanisé est envoyé pour rétablir le contrôle à la frontière. Lors des combats dans la région de Sloviansk, la brigade subit ses premières pertes.
Le 2e bataillon mécanisé de la brigade est ensuite transféré au commandement du chef d'un autre secteur couvrant la frontière de l'État au sud de l'oblast de Louhansk. Ici, dans la nuit du 11 juillet 2014, près de Zelenopilla, à 17 km au sud-est de la ville de Rovenki, un groupe tactique de bataillon mixte composé d'unités de la 24e et de la 79e brigade d'assaut aérien est déployé à la frontière de l'oblast russe de Rostov et essuie le feu de l'artillerie de roquettes BM-21 Grad depuis le territoire russe. Plus de vingt soldats sont tués, des dizaines sont blessés. Après le bombardement, le groupe tactique du bataillon de la 24e brigade a continué à combattre malgré l'encerclement. Les 1er et 3e bataillons de la brigade font face lors combats violents en août 2014 dans la région de la ville de Loutouhyne, au sud-ouest de Louhansk.
À l'automne 2014, le 2e bataillon de la brigade combat dans la zone de l'autoroute Bakhmout pour le 32e poste de contrôle, et plus tard - les 31e, 29e, dans la région de Krymskyi et Tryohizbenka.  Au moins dix combattants sont morts en un mois.

### Invasion russe de l'Ukraine

#### Batailles de Popasna et Sievierodonetsk (février - juillet 2022)
L'unité est engagée lors de l'invasion de l'Ukraine par la Russie. Au 24 février 2022, la brigade est stationnée autour de Popasna, Zolote et Krymske dans l'oblast de Louhansk sur une ligne de fortification établie depuis 2014. À partir du mois de mars, les Russes concentrent leurs efforts dans le Donbass à Popasna. En dépit de pertes importantes, la 24e brigade parvient à tenir la ligne pendant plusieurs mois face aux assauts répétés du groupe Wagner. La brigade connaît entre la mi-mars et début mai ses combats les plus violents et supporte, presque à elle seule, la défense sur cette portion du front. Le 16 avril, des éléments de la 150e division de fusiliers motorisés, retirés de Marioupol atteignent la banlieue est de la ville ; commence alors de sanglants combats urbains entre les belligérants. La brigade résiste jusqu'au 7 mai, date à laquelle l'ensemble de la ville est tombée. Le 6 mai 2022, elle reçoit la distinction Pour le Courage et la Bravoure.
Les éléments de la brigade au sein de la ville se replient alors dans le village de Oleksandropilia et Komyshuvakha (district de Popasna) (ru) juste au nord de la ville ; cependant la brigade continue de tenir Zolote. Les jours suivants, les Russes tentent d'exploiter leur percée vers Bakhmout à l'est et Sievierodonetsk en remontant vers le nord pour encercler la ville ainsi que les positions de la 24e à Zolote. Au mois de juin, les hommes de la 24e brigade se retrouvent partiellement encerclés au sud (Zolote), à l'ouest (Orikhove (uk)/Hirske) et à l'est (Komyshuvakha) contenant l'avancée russe au sud de Sievierodonetsk. Le 21 juin, la brigade est contrainte de se retirer de la zone pour éviter l'encerclement face aux attaques du 218e régiment de chars et se replie à Vovchoyarivka (uk) au sud-ouest de Lyssytchansk. Après la chute de Severodonetsk et Lyssytchansk, la brigade est retirée du front en juillet 2022 après 5 mois de violents combats ininterrompus afin de restaurer ses effectifs. Le 9 juillet 2022, plusieurs membres du 2e bataillon de fusiliers de la brigade sont tués lors d'une frappe sur leur caserne à Tchassiv Iar. Selon le site militaryland.net, au cours des combats à Popasna et Sievierodonetsk, la brigade aurait subi environ 300 pertes (tués, blessés et capturés) soit 10% de son effectif ainsi qu'au moins 4 chars T-72 (3 AV et 1 AMT) et un véhicule BMP-2. Toutefois, le recensement des nécrologies de soldats ukrainiens morts au combat compilées par le site ualosses.org dénombre un bilan d'environ 360 tués au sein de la brigade entre le 24 février 2022 et juillet 2022, auxquels il faut rajouter deux à trois fois plus de blessés. Ce chiffre fait de la brigade, celle qui a subi les plus lourdes pertes durant les premiers mois de la guerre.

#### Contre-offensive de Kherson (août - novembre 2022)
À partir du 29 août 2022, la brigade participe à la contre-offensive de Kherson. Les 35e brigade et 36e brigade d'infanterie navale, la 46e brigade aéromobile, 57e brigade motorisée et la 24e brigade forment l'axe principal et doivent percer à l'ouest de Davydiv Brid. Elles attaquent le long de la rivière Inhoulets face aux unités VDV russes. Au cours des premiers jours, elles parviennent à traverser et réaliser quelques avancées tactiques avant d'être stoppées après Sukhyi Stavok (uk). Entre le 11 et le 17 septembre, la brigade s'engage dans de violents combats en poursuivant à l'est du village où elle tente de couper la voie de ravitaillement (la route T2207) qui mène à Davydiv Brid. Mais, elle est tenue en échec par la 76e division d'assaut aéroporté et la 83e brigade d'assaut aéroporté à Bruskyns'ke (en). Après la percée de Doudtchany, et le début du retrait russe en octobre et novembre 2022, la brigade participe à la libération de Kherson.

#### Secteurs de Bakhmout - Tchassiv Iar - Horlivka (depuis novembre 2022)
A la fin novembre 2022, la brigade est redéployée à Bakhmout soumise à une offensive d'ampleur du groupe Wagner depuis plusieurs mois. La majorité de la brigade est positionnée sur le flanc nord de la ville, en défense de Soledar entre Bakhmuts'ke (uk) et Yakovlivka (uk) en rotation de la 93e brigade mécanisée tandis que d'autres éléments dont le 3e bataillon sont au sud de la ville entre Opytne et Klichtchiïvka. Entre le 5 et le 7 janvier 2023, elle est touchée par l'offensive menée par le groupe Wagner et l'armée russe dans ce secteur de Soledar, devant se replier vers Krasna Hora avant qu'une contre-attaque menée par la 46e brigade aéromobile et la 4e brigade de chars ne stabilise la situation dans le secteur. À partir de février 2023, après plus de trois mois de combats à Bakhmout, la brigade est progressivement redéployée plus au sud à proximité de Horlivka, notamment à Niou-Iork, secteur considéré comme relativement plus calme où le front a peu bougé depuis 2014.
En mai 2024, des éléments de la brigade publient une vidéo de combats à Bohdanivka au nord-est de Tchassiv Iar. En août 2024, elle publie une vidéo de Tchassiv Iar. En juillet 2024, à la suite de la loi ukrainienne autorisant certaines catégories de prisonniers à servir volontairement dans l'armée, la 24e Brigade mécanisée est l'une des unités à intégrer un certain nombre d'entre eux dans ses rangs, créant le bataillon « Kharakternyky » composé d'environ 400 soldats. Entre août et septembre, il a défendu avec succès Tchassiv Iar contre les tentatives de la 98e division aéroportée d'établir une tête de pont à l'ouest du canal Donetsk-Donbass.

## Structure

### Ordre de bataille
En 2024 elle comprend :
- État-major de la brigade ;
  - 
    -  Compagnie de protection du QG ;

  -  1er bataillon mécanisé (uk)[27] ;
  -  2e bataillon mécanisé[27] ;
  -  3e bataillon mécanisé « Iron Bulls »[27] ;
  -  Bataillon motorisé [27]  (ex  3e bataillon motorisé, unité militaire A3414, ex  3e bataillon de défense territoriale « Volonté » (uk) (en ukrainien : «Воля», , levé dans l'oblast de Lviv à partir du 30 mai 2014)) ;
  -  1er bataillon de fusiliers[27] ;
  -  2e bataillon de fusiliers[27] ;
  -  46e bataillon de fusiliers (unité militaire A4804) ;
  -  Bataillon blindé (des T-72AV)[27] ;
  -  groupe d'artillerie de la brigade[27] :
    -  Unité de contrôle et d'acquisition de cibles ;
    -  Bataillon (дивізіон) d'artillerie automotrice[28] (2S3 Akatsiya) ;
    -  Bataillon d'artillerie automotrice (2S1 Gvozdika) ;
    -  Division de lance-roquettes multiples (BM-21 Grad) ;

  -  Bataillon antiaérien[27] (9K35 Strela-10 et 2K22 Toungouska) ;
  -  Bataillon de maintenance[27] ;
  -  Bataillon du génie[27] ;
  -  Bataillon logistique[27] ;
  -  Bataillon de drones d'attaque « Raroh »[27] ;
  -  Compagnie de reconnaissance[27] (sur BRDM-2) ;
  -  Compagnie de transmissions[27] ;
  -  Compagnie de radar[27] (désignation d'objectifs) ;
  -  Compagnie médicale[27] (soins et évacuation) ;
  -  Compagnie de protection NRBC[27] .

### Chefs de corps
- de 1992 à 1994 : Général Valentin Tymko (uk)

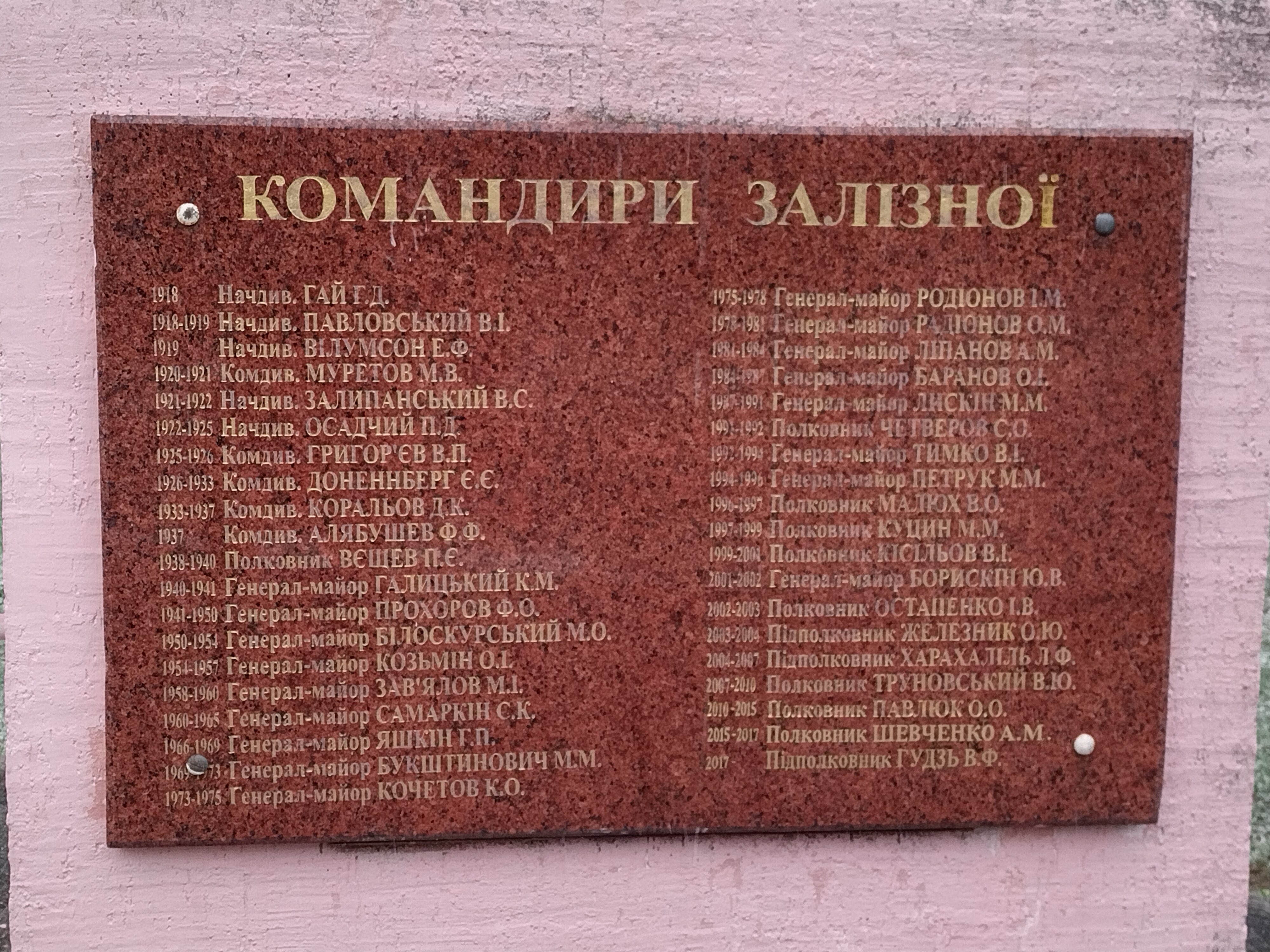
Мémorial.

- 1994 à 1996 : Général Mykola Petrouk
- 1996 à 1997 : Colonel Vassyl Malioukh
- 1997 à 1999 : Colonel Mykhaïlo Koutsyne
- 1999 à 2001 : Colonel Volodymir Kissilov
- février 2001 à avril 2002 : Général Youriy Boryskin
- 2002 à 2003 : Colonel Ihor Ostapenko
- 2003 à 2004 : lt-Colonel Olkeksi Jeleznik
- 2004 à 2007 : lt-Colonel Landar Kharakhalil
- 2007 à 2010 : Colonel Volodymyr Trounovskyi (uk)
- 2010 à 2015 : Colonel Oleksandr Pavliouk[1]
- février 2015 à novembre 2017 : Colonel Anatoly Chevtchenko (uk)[29]
- novembre 2017 à août 2020 : Colonel Valeriy Goudz (uk)[29]
- 10 octobre 2020 à avril 2022 : Colonel Serhiy Postoupalsky (uk)
- mars 2022 à septembre 2022 : Colonel Roman Mamavko (uk)[30]
- depuis octobre 2022 : Colonel Ivan Golichevskyi (uk)

### Matériel

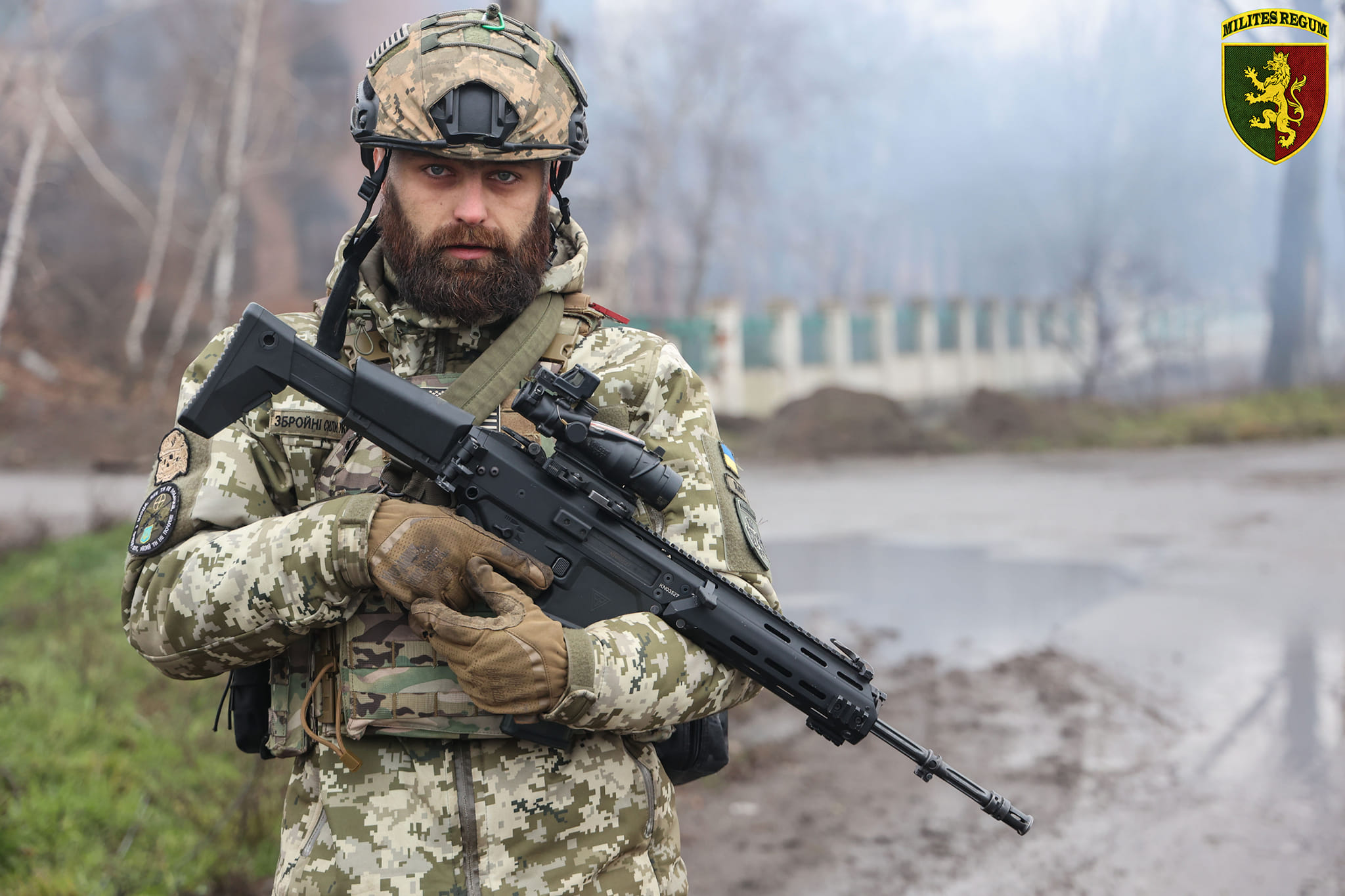
Équipé d'un fusil d'assaut FB MSBS Grot, janvier 2023.
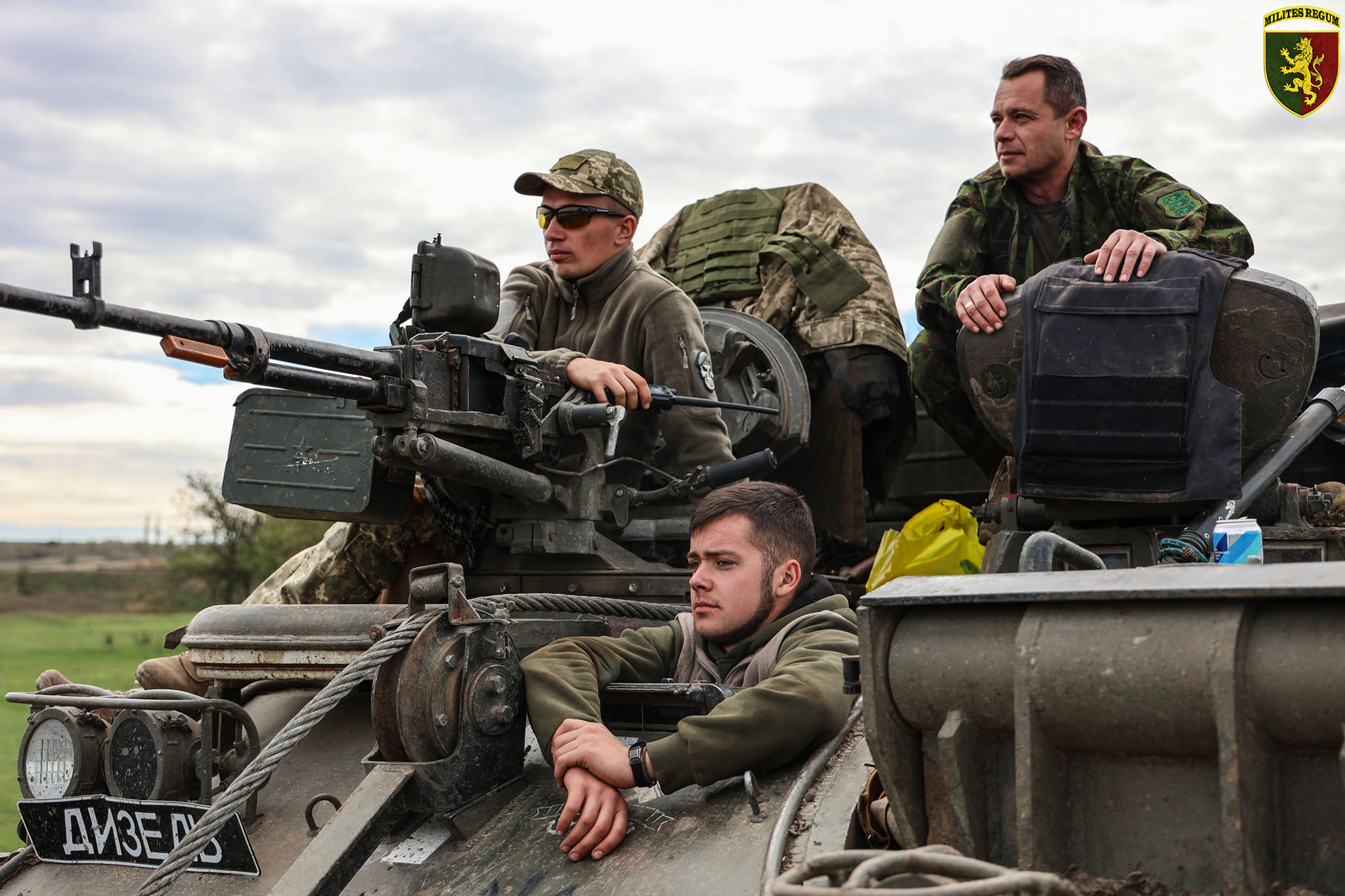
octobre 2022 sur un char de dépannage BREM.
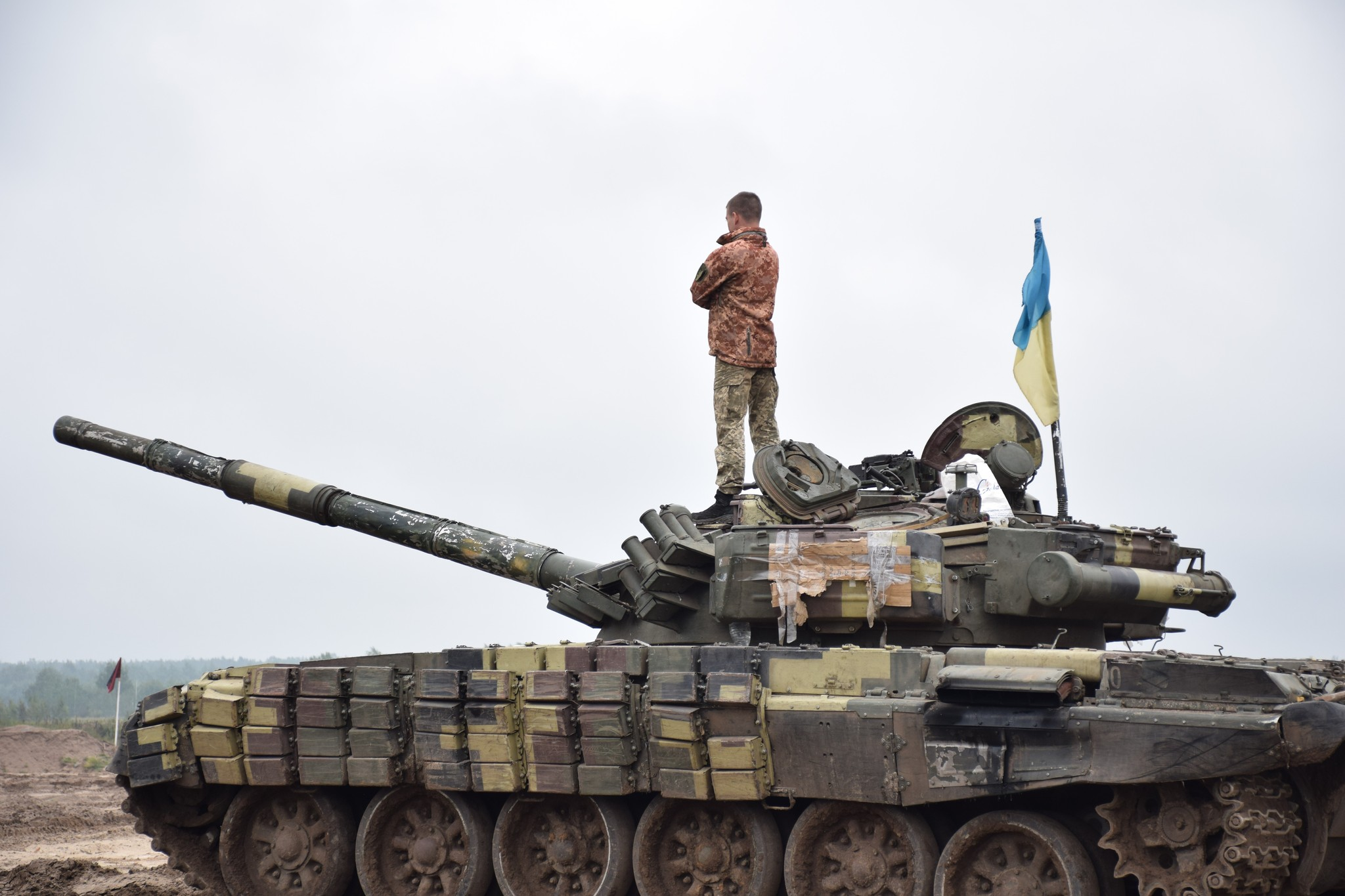
Et un char T-72AV.
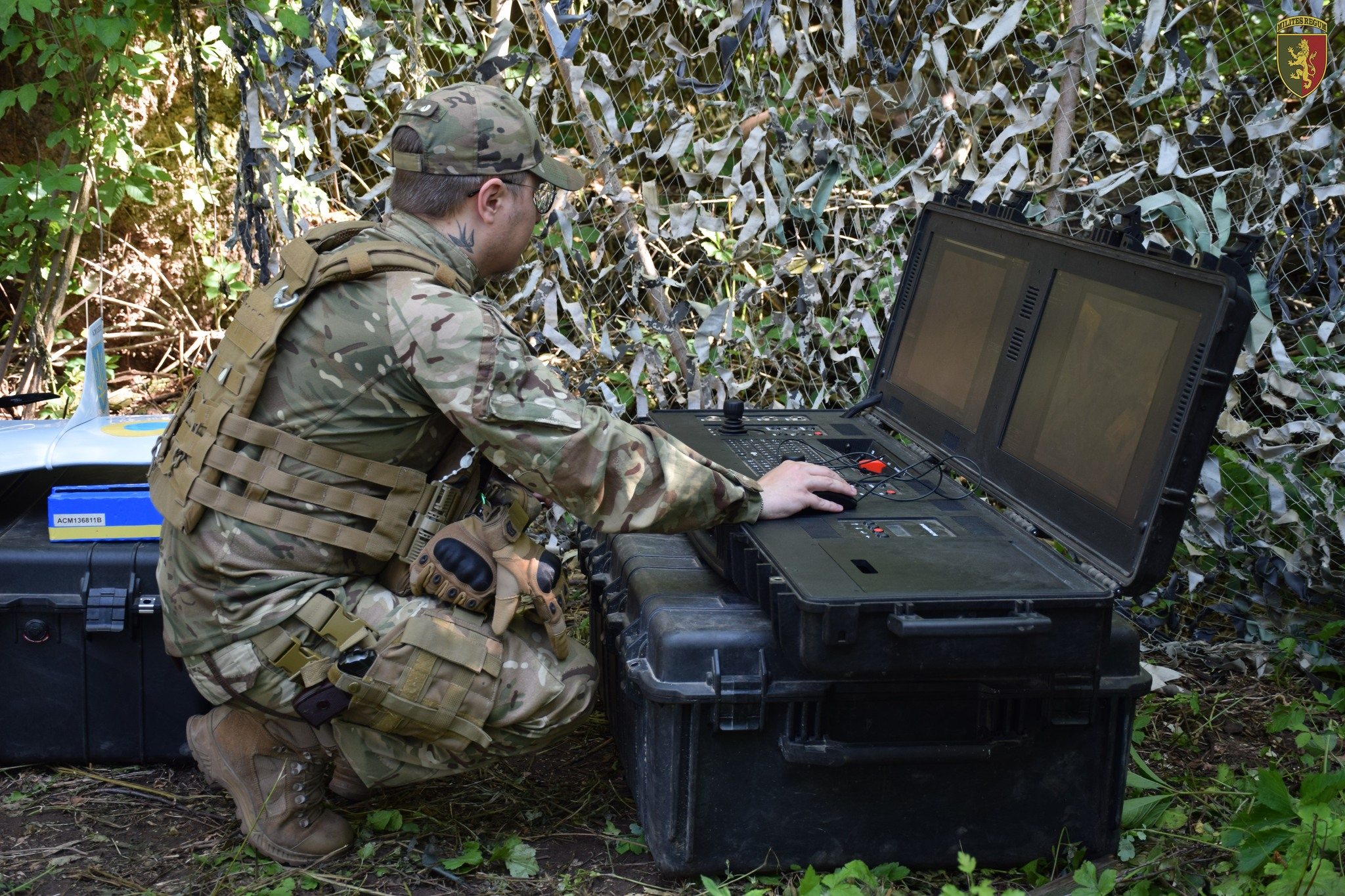
Opérateur d'un drone A1-SM Furia.

En 2022, moment du déclenchement du conflit, la brigade est équipée au standard ukrainien : 
- un bataillon de chars de T-72. La brigade a utilisé entre 1992 et 2022 deux versions du char de combat T-72 : le T-72AMT (une version améliorée en 2017 afin de pouvoir tirer des missiles à guidage laser Kombat (uk) directement depuis son canon[31]) et le T-72AV (une ancienne version soviétique dotée d'un blindage réactif explosif) en 13 exemplaires. Au moins 4 sont détruits au début de la guerre. Ils sont  remplacés par des T-72B3M (version modernisée de 2022 du T-72B3) et des T-72M1V.
- 3 bataillons mécanisés de véhicules BMP-2 et MT-LB, complétés par 38 BVP M-80 donnés par la Slovénie, quelques véhicules M113 et des FV-103 Spartan (soit livrés par le Royaume-Uni, soit issus de collecte).
- 1 bataillon motorisé, probablement avec des véhicules Humvees américains
- 2 bataillons de fusiliers, probablement avec des véhicules Pick-up, au moins une douzaine ont été donnés[32].
- une compagnie de reconnaissance sur BRDM-2
- un groupe d'artillerie équipé de pièces 2S1 Gvozdika, 2S1 Gvozdika et BM-21 Grad. Ils sont complétés avec des obusiers M109L livrés par l'Italie
- un bataillon de défense antiaérienne équipé de canons 9K35 Strela-10 et 2K22 Toungouska.

## Traditions

### Insignes
Description de l'insigne :

Insigne d'arme de la brigade en 2024.

insigne d'épaule de combat.

- insigne d'arme : Parti de sinople et de gueules, au lion couronné d'or brochant sur la partition.
- insigne d'épaule de combat : même chose mais utilisation de couleur désaturées pour des raisons de camouflage.

Symbolique des figures utilisées :

- L'insigne reprend le lion couronné figurant sur le drapeau de l'oblast de Lviv

drapeau de l'oblast de Lviv.

### Personnalités liées
- Olga Simonova, Héros de l'Ukraine.

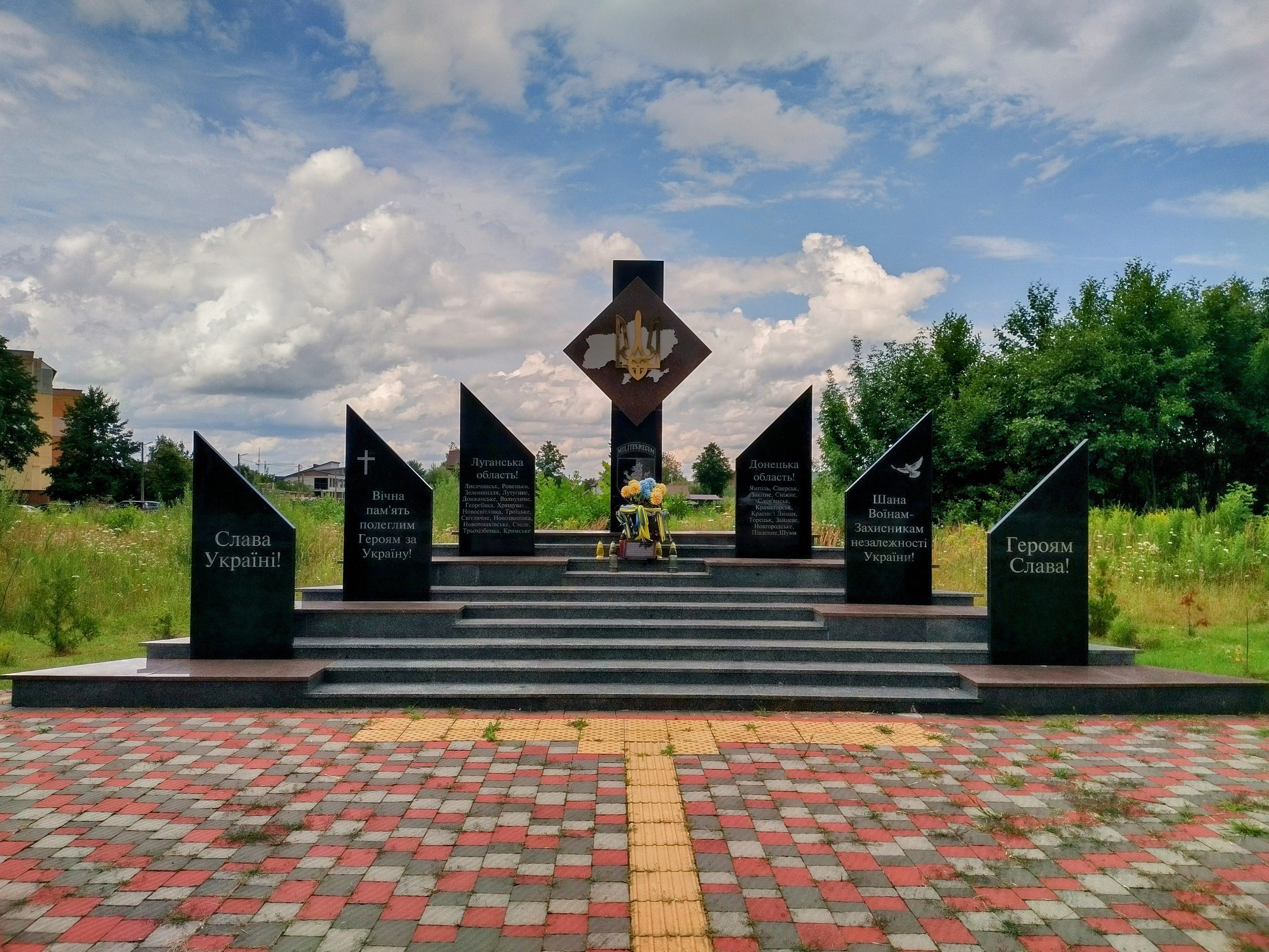
Mémorial à la brigade à Iavoriv.

- Oleksandr Vassylovytch Hlouchko, 31 mai 1994-3 septembre 2022 lieutenant-colonel.
- Taras Tarassovytch Matviyiv, journaliste, 18 février 1989-10 juillet 2020, Héros de l'Ukraine.